# Erzurum
Erzurum (orm. Կարին – Karin, gr. Θεοδοσιούπολις – Theodosioupolis) – miasto we wschodniej Turcji, na Wyżynie Armeńskiej, ośrodek administracyjny i stolica prowincji Erzurum. Według ostatniego spisu ludności miasto jest zamieszkiwane przez około 361 tysięcy mieszkańców. W 2021 w aglomeracji mieszka 756 tys. osób. Miasto leży na płaskowyżu, na wysokości około 1950 m n.p.m. u podnóży Gór Pontyjskich.

## Historia
W starożytności miasto nosiło nazwę Karin. Było stolicą regionu o tej samej nazwie, będącego częścią królestwa Armenii. Po podziale królestwa pomiędzy cesarstwo rzymskie i Persję Sasanidów w 387 r. n.e. miasto przeszło pod zarząd rzymski. Rzymianie ufortyfikowali miasto i zmienili nazwę na Theodosiopolis na cześć cesarza Teodozjusza I Wielkiego. W 701 r. miasto zostało zdobyte przez Umajjadów. W 949 r. miasto zostało odbite przez Bizantyjczyków. Erzurum po raz pierwszy znalazło się pod tureckim panowaniem w 1071 r. po bitwie pod Manzikertem. Erzurum zostało zdobyte i złupione w 1242 r. przez Mongołów. Sułtan Selim I Groźny przywrócił tureckie rządy w regionie w 1514 r.
Miasto zostało zdobyte przez Rosjan w 1829 i 1878 r. jednak za każdym razem było przekazywane z powrotem w tureckie ręce, za drugim razem na podstawie pokoju w San Stefano. Do początków XX wieku miasto zamieszkiwała duża populacja Ormian, jednakże w latach 1915–1917 w ówczesnej Turcji, także w Erzurum doszło do ludobójstwa Ormian. W 1916 r. odbyła się tutaj bitwa pod Erzurum, w której wojska imperium rosyjskiego pod dowództwem generała Nikołaja Judenicza pokonały wojska imperium osmańskiego dowodzone przez Kerima Paszę. W wyniku tej bitwy Rosjanie zdobyli miasto.

## Sport
W 2010 r. zakończono budowę kompleksu skoczni narciarskich Kiremitliktepe. Niedaleko położone są także ośrodki narciarskie Konakli Alp Disiplini Kayak Tesisi z trasami narciarstwa alpejskiego oraz Palandöken Ski Resort z trasami snowboardowymi i narciarstwa dowolnego.
W dniach 27 stycznia do 6 lutego 2011 r. odbyła się tutaj 25. zimowa uniwersjada. W 2012 r. przeprowadzono tutaj 45. Mistrzostwa Świata Juniorów w Narciarstwie Klasycznym.

## Ludzie związani z miastem
- Arif Sağ – muzyk,
- Cemal Gürsel – czwarty prezydent Turcji,
- Fethullah Gülen – uczony, myśliciel, pisarz,
- Markos Wafiadis – grecki działacz komunistyczny
- Muhammed Ali Bedir - skoczek narciarski

## Galeria

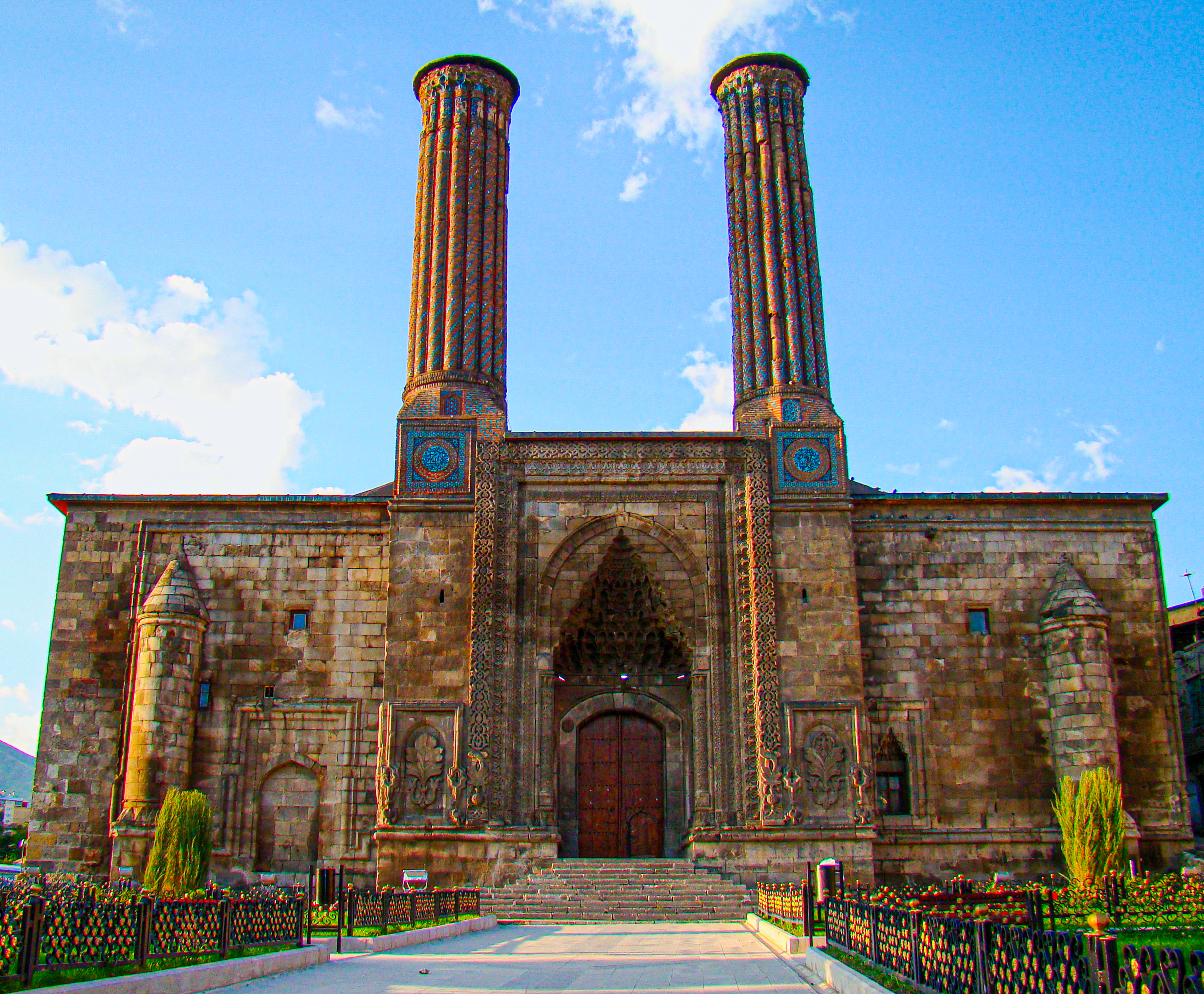
Medresa Dwóch Minaretów
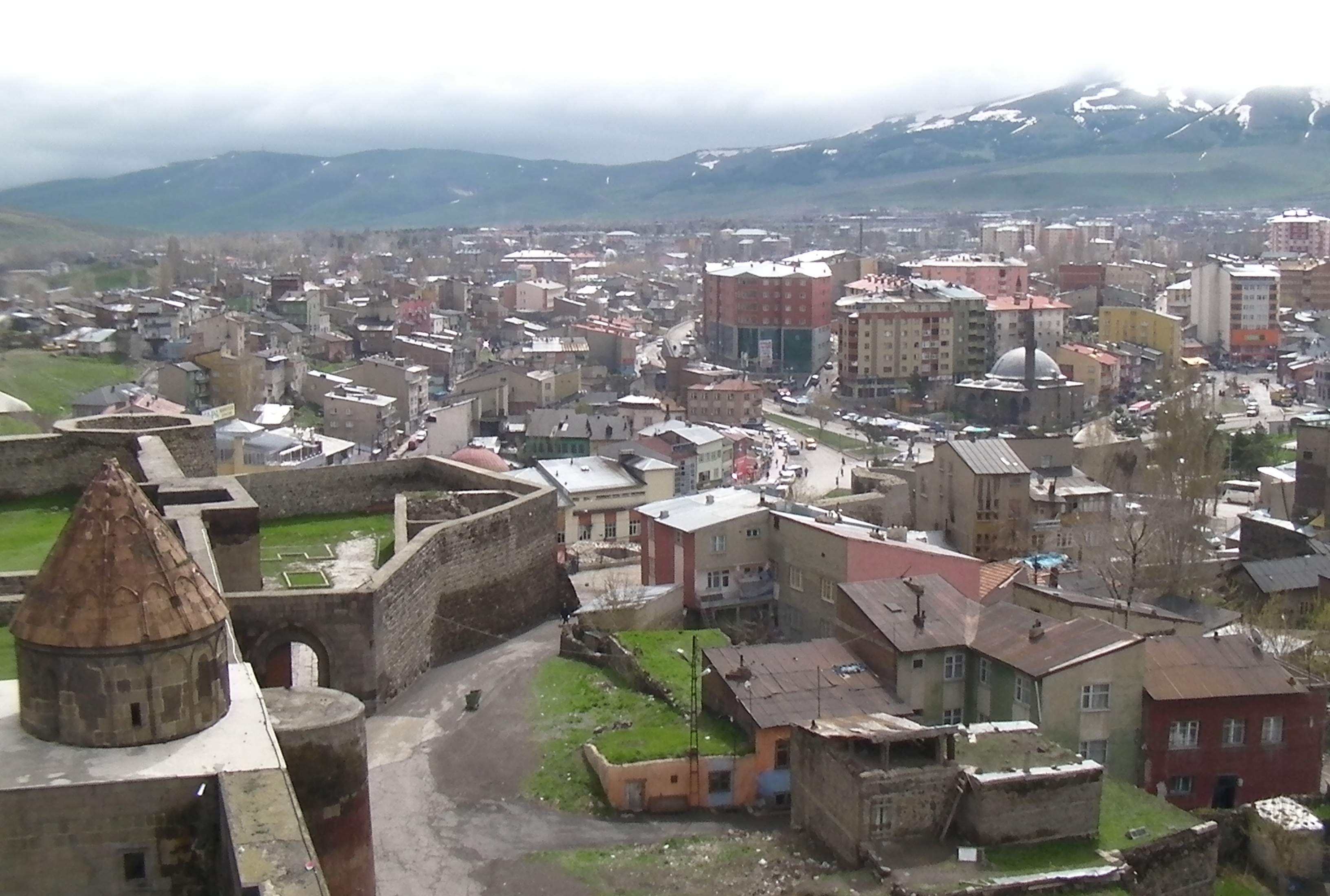
Erzurum
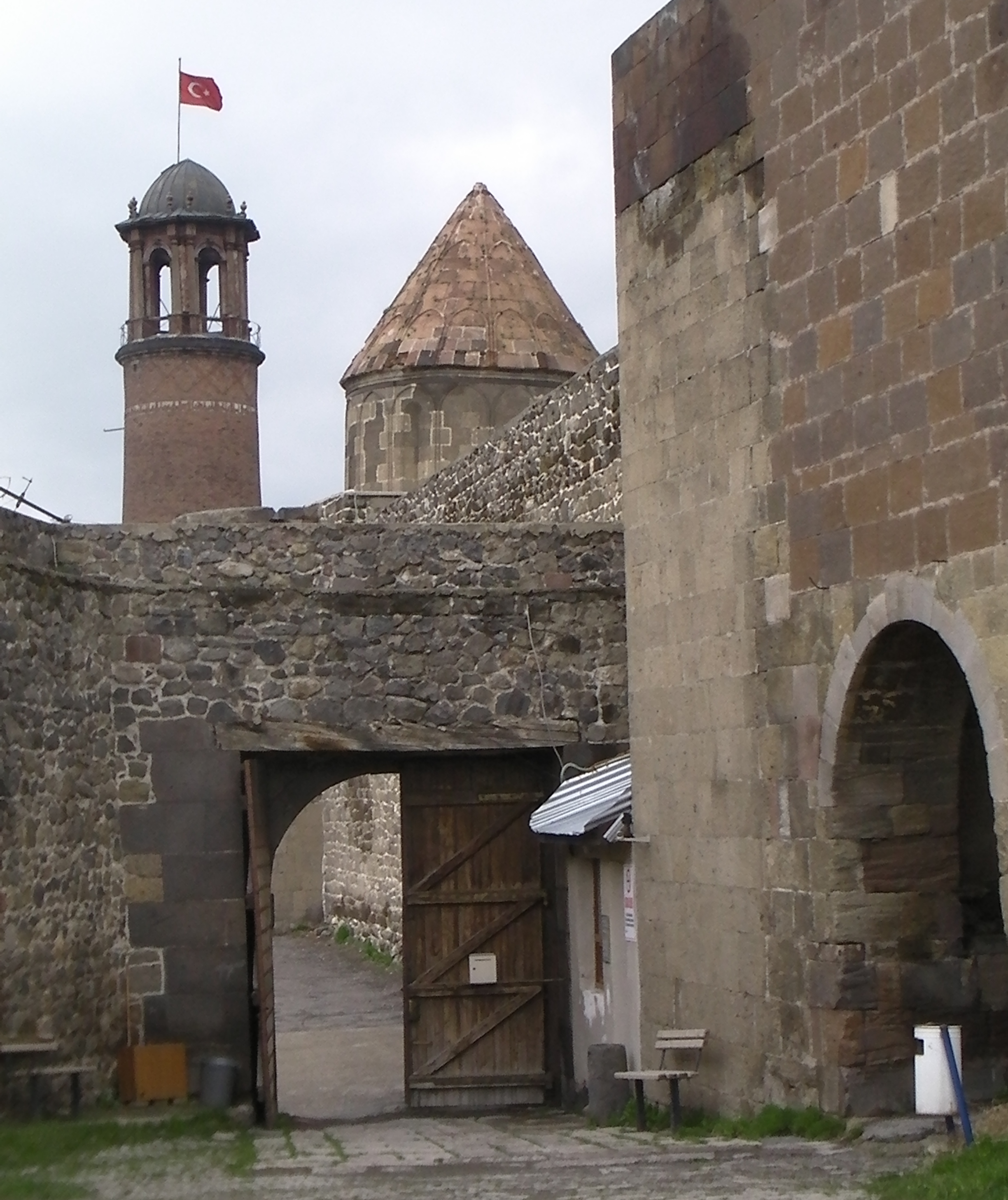
Cytadela w Erzurum